# کاروماما (ملکه مصر باستان)
کاروماما اِی (انگلیسی: Karomama A) که با نام کاروماعت نیز شناخته می‌شود، ملکه همسر مصر باستان بود. او را فقط از سنگ یادبود پاسنحور می‌شناسیم که مطابق مفاد آن، همسر فرعون شوشنق یکم و مادر فرعون اوسورکن یکم بود.